# Майский сельсовет (Гомельская область)
Майский сельсовет (белор. Майскі сельсавет) — административная единица на территории Жлобинского района Гомельской области Республики Беларусь. Административный центр — агрогородок Майское.

## География
Расположен в северо-восточной части Жлобинского района.
Граничит с Кировским и Лукским сельсоветами Жлобинского района и с Рогачёвским районом Гомельской области.
Протекают реки: Ржавка, Цуперка.

## Транспортная сеть
Расстояние от аг. Майское до г. Жлобина – 30 км.
Проходят автомагистрали: М-5 Минск – Гомель.

## История
В состав Майского сельсовета входили, в настоящее время не существующие: до 1936 года деревня Козловичи, посёлки Привет, Совет, до 1966 года посёлок Бобовский (до 1964 года усадьба Хальчанской МТС), Хлебороб, до 1997 года посёлок Подлесье.

## Состав
Майский сельсовет включает 8 населённых пунктов:
- Александровка — посёлок
- Антоновка — деревня
- Денисковичи — деревня
- Майское — агрогородок
- Малые Козловичи — посёлок
- Осое — посёлок
- Цупер — деревня
- Чёрная Вирня — деревня

## Достопримечательность
- Памятный знак к 100-летию со дня образования Майского сельсовета (20.08.2024) в аг. Майское.